# VERSUS. "JAPANESE ROCK VS FPM"
「VERSUS. "JAPANESE ROCK VS FPM"」（ヴァーサス ジャパニーズロック ヴァーサス FPM）は、Fantastic Plastic MachineのミックスCD。

## 収録曲
1. 新世紀のラブソング / ASIAN KUNG-FU GENERATION
2. I Don’t Wanna Be With You / ZAZEN BOYS
3. O.K. Funky God / 鈴木亜美 joins Buffalo Daughter
4. 幸福な朝食　退屈な夕食 / 斉藤和義
5. 能動的三分間 / 東京事変
6. Q&A / 100s
7. Man-like Creatures / ストレイテナー
8. 若者のすべて / フジファブリック
9. キャラメルフレーバー / SISTER JET
10. アカシア / レミオロメン
11. 渚 / スピッツ
12. ほし / 曽我部恵一バンド
13. sonar / sleepy.ab
14. Pretty Little Darling / 大橋トリオ
15. YES / My Little Lover
16. ネイティブダンサー / サカナクション
17. 赤橙 / ACIDMAN
18. シャングリラ / チャットモンチー
19. Sunday2010 / TOKYO No.1 SOUL SET
20. 検索少年 / 七尾旅人
21. 愛し愛されて生きるのさ / 小沢健二
22. 月に咲く花のようになるの / サンボマスター